# Grup Ünlü
Grup Ünlü, bisweilen auch nur Ünlü, ist eine deutsch-türkische Rockband.

## Geschichte
Die Musiker begannen 1981 als Punkband unter dem Namen "Fahrstuhl", später nannten sie sich "The Lift" und hatten unter diesem Namen bereits Veröffentlichungen. Der im Original von Erkin Koray stammende Song Estarabim aus ihrem ersten unter dem Namen Ünlü veröffentlichten Album Son Defa (1996) wurde als Single ausgekoppelt. 2007 wurde diese Aufnahme von İpek İpekçioğlu für eine Kompilation zum Thema "Turkish Sounds from Germany" ausgewählt (schon Koray hatte den Titel in den 1970er Jahren zuerst in Deutschland herausgebracht). Aus ihrem zweiten Album O ve Z Hikayesi (1998) erschien der Titel Kafam als Single. Karakan (Kerim & Alper) wirkten als Feature bei dem Titel O.N.N.I. (Hadi Gel) mit.
Ihr erfolgreichster Song Rüya wurde im Jahr 2012 von der bekannten türkischen Pop-Sängerin Hande Yener zusammen mit der Rockband Seksendört gecovert.

## Diskografie (Auswahl)

### Alben
- 1996: Son Defa
- 1998: O Ve Z Hikayesi / One Night in Istanbul

### Kompilationen
- 2007: Import Export a la Turka. Turkish Sounds from Germany

### EPs
- 1998: Kafam

### Singles
- 1996: Rüya
- 1996: Estarabim